# 刘桃枝
刘桃枝（？—？），北齐人士，出身为苍头奴，曾侍奉高欢，高澄，高洋，高演，高湛，高纬等北齐历代君王，是北齐最有名的御用杀手。参与杀死宰辅高德政、永安王高浚、简平王高涣、赵郡王高叡、平秦王高归彦、琅琊王高俨、咸阳王斛律光，官至开府、封王。北齐灭亡后不知所踪。

## 生平

### 高洋时期
高洋晚年昏庸，暴戾成性，常常猜忌大臣和宗室。高洋在杨愔的挑唆下命令刘桃枝斩断北齐元勋重臣宰相高德政的双足，刘桃枝执刀却不敢下手，高洋便以性命要挟他。刘桃枝无奈之下，挥刀砍下了高德政的三跟脚趾。可高洋依然没有解气，于是将高德政囚禁，不久被下令处决。
永安王高浚、上党王高涣无罪，却遭到兄长高洋的无端猜忌，高洋命令刘桃枝诛杀此二人，刘桃枝便拿着铁槊向关铁笼子里面高浚和高涣乱捅，结果高浚、高涣抓住铁槊，并合力将其折断。刘桃枝便指挥着身边的兵士们，将点着的柴火投进铁笼，将二人活活烧死。

### 高纬时期
刘桃枝总结了以往杀人的经验教训，最终找到了一种简洁高效、成功率极高的杀人方式-拉杀，也即用弓弦、绳索等物将人勒死。他这手段首先用于平秦王、太宰高归彦身上，结果大获成功，由此被高纬注意到，并开始用在其他王侯公卿身上。此后，无论是宗室赵郡王高叡、南安王高思好，还是胡太后之弟宰相胡长仁，亦或是后主的母弟琅琊王高俨，无不是在高纬的指使下，被刘桃枝拉杀。
公元571年，高纬的同母弟琅琊王高俨企图谋反，被高纬下令处死。刘桃枝反接其手。高俨呼曰：“乞见家家、尊兄！”桃枝以袂塞其口，反袍蒙头负出，至大明宫，鼻血满面，拉杀之，时年十四。裹之以席，埋于室内。
斛律光是北齐当时仅存几个柱石，他百战百胜，被封为咸阳王，却引起了高纬的猜忌，公元572年，高纬命令刘桃枝杀掉斛律光。因为斛律光功高，高纬没有直接下诏杀他，反而骗斛律光进宫，刘桃枝乘其不备，从后面偷袭，但斛律光虽然年迈但是久经沙场，虽然遭到偷袭，却没有倒下，还回过头来说：“桃枝常为此事”。刘桃枝见一个人无法杀掉斛律光，忙叫另外三个力士一起上，用弓弦把他勒死了。